# ヴァーツラフ・クラウス
ヴァーツラフ・クラウス（Václav Klaus、1941年6月19日 - ）は、チェコ共和国第2代大統領（2003年 - 2013年）、政治家、経済学者。

## 経歴
プラハ生まれ。1963年に対外貿易専攻でプラハ経済大学を卒業した後、イタリア（1966年）およびアメリカ合衆国（1969年）留学を経て、チェコスロヴァキア科学アカデミー経済研究所研究員となる。1970年、政治的理由のためチェコ国立銀行に左遷された。1988年、科学アカデミー予測研究所指導科学職員に転身。
1989年の共産党体制崩壊（ビロード革命）後、市民フォーラムを結成し、連邦政府蔵相に就任。また1991年には市民民主党を結成し、長年にわたり党首を務める。1991年12月から1992年7月まで副首相。マーガレット・サッチャーを尊敬し、その経済政策を真似て市場経済への移行を進めるが、スロヴァキアの反発を招き、連邦解体を決断。
1993年以降も首相の座に留まり、体制転換に指導力を発揮したが、1997年に汚職問題が発覚して内閣総辞職に追い込まれる。1998年の総選挙では、社会民主党に第一党の地位を奪われるが、少数与党であったため、社民党との閣外協力と引き換えに下院議長のポストに就任。2002年の総選挙でも党勢を挽回できず、その責任を取る形で党首を辞任。しかし、その後も名誉党首として影響力を保持した。
2003年2月28日、ヴァーツラフ・ハヴェルの退任に伴い、議会での選出を経て第2代大統領に就任。
2007年2月と2008年9月に来日している。2007年に来日した際に、立命館アジア太平洋大学より名誉博士号が授与されている。

## 思想
欧州懐疑主義で知られており、2012年に欧州連合がノーベル平和賞を受賞したことを「冗談かと思った」「悲劇的な過ちである」と酷評している。

## パーソナル
家族には妻と2児がいる。スキー、テニス、バレーボールが趣味。ロシア語を話す。

## 著書
- 「「環境主義」は本当に正しいか?　チェコ大統領が温暖化論争に警告する」、日経BP社、2010年2月　ISBN 978-4822247980